# Autopista Acceso Oeste

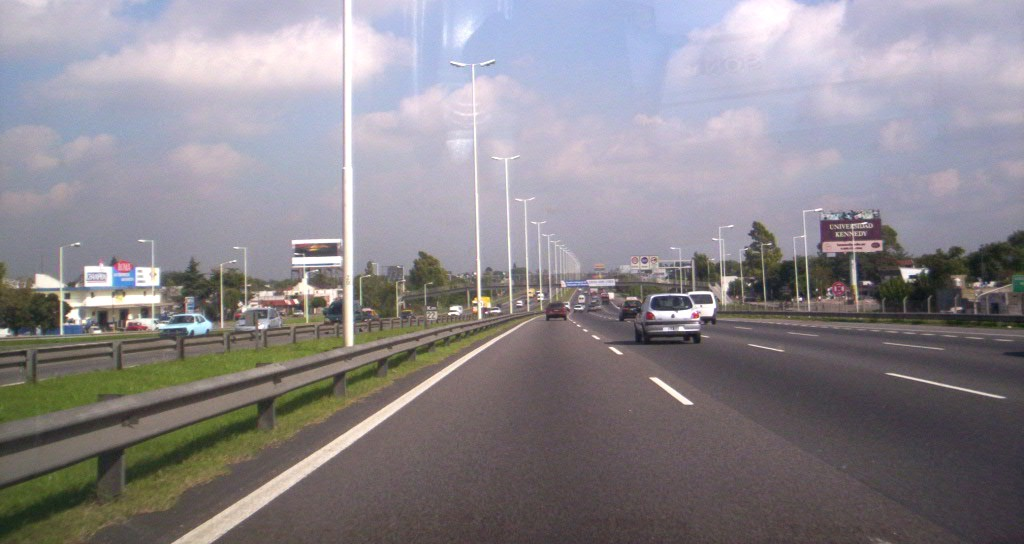
Acceso Oeste en el kilómetro 22, perteneciente al partido de Morón. En este sector es una autopista de 4 carriles por lado.

La Autopista Acceso Oeste es uno de los accesos a la ciudad de Buenos Aires, Argentina. Tiene una longitud de aproximadamente 56 km. Inicia en el intercambiador con la Avenida General Paz (km 12), se extiende por la Ruta Nacional 7 hasta la Ruta Nacional 5 (km 62) y continúa por la última hasta el empalme con la Ruta Provincial 47 (km 68). Su zona de influencia abarca la zona Oeste del área metropolitana de Buenos Aires, que no solo ocupa un radio que supera los 4.000.000 de habitantes, sino que confluye, también, con numerosos polos industriales, comerciales y vastas zonas residenciales dentro del área metropolitana bonaerense. En cuanto a sitios de importancia, es la vía directa para llegar a la Basílica de Nuestra Señora de Luján y al aeropuerto El Palomar.
Acceso Oeste es el nombre de un pequeño tramo de la Ruta Nacional 7 que se extiende desde la Ciudad Autónoma de Buenos Aires hasta el Túnel del Cristo Redentor en la Provincia de Mendoza, y de la Ruta Nacional 5, que se extiende entre las ciudades de Luján y Santa Rosa, capital de la Provincia de La Pampa.
Hacia el Este, ya dentro de la ciudad de Buenos Aires, continúa bajo el nombre de Autopista Perito Moreno.

## Historia
Para poder desviar el tráfico pasante por la antigua Ruta Nacional 7, que era paralela a las vías del Ferrocarril Domingo Faustino Sarmiento, pasando por el centro de varias localidades del oeste del Gran Buenos Aires, la autopista se comenzó a construir por tramos en la década de 1970 a una distancia de 1 a 2 km al norte de la ruta.
En 1992 el Gobierno Nacional llamó a licitación pública para la concesión de los diferentes accesos a la Ciudad de Buenos Aires. El Ministerio de Economía, Obras y Servicios Públicos y el Grupo Concesionario del Oeste firmaron el 28 de septiembre de 1993 el contrato de concesión, por el que dicha firma privada debía construir, mejorar, reparar, conservar, ampliar, remodelar, mantener, administrar y explotar el Acceso Oeste, que para dicha época se extendía desde Morón a Luján.
El recorrido entre el Camino de Cintura y la Avenida General Paz (9 km) se realizaba mediante avenidas semaforizadas, por lo que dicho tramo se convertía en un cuello de botella.
Para solucionar los inconvenientes en el tráfico, el pliego de concesión incluía la construcción de una autopista por una nueva traza, lo que significaba la expropiación de alrededor de 2500 viviendas en los partidos de Tres de Febrero y Morón. Para 1996 la traza estaba liberada. La construcción de la nueva autopista de cuatro carriles por sentido de circulación mayormente en trinchera (bajo el nivel de la calle) duró 16 meses. Finalmente este tramo fue habilitado al público el 1 de septiembre de 1998 por el entonces presidente Carlos Menem.
La misma firma había ampliado la capacidad de la autopista a tres carriles por sentido de circulación entre Morón y Moreno. El tramo rehabilitado entre Morón y Luján fue inaugurado en junio de 1997.
En 2022 el entonces presidente Alberto Fernández junto al entonces ministro de obras públicas Gabriel Katopodis anunció la anulación de las concesiones pasando toda la administración de la ruta a la concesionaría Corredores Viales (Dirección Nacional de Vialidad)

### Tramo IV
Se desarrolla sobre la Ruta Nacional N° 5 entre la Ruta Nacional N° 7 y la Ruta Provincial N° 47, en una extensión de 6 km.
La autopista proyectada para esta sección próxima a la ciudad de Luján está conformada por dos calzadas principales de 2 carriles por sentido de circulación y calles colectoras frentistas. Las calzadas principales, ramas y cruces transversales estarán iluminadas y  contarán con banquinas internas y externas pavimentadas. El diseño de la autopista ha tenido especial cuidado en el impacto ambiental de la misma por lo que está resuelta mediante secciones a nivel de terreno natural y en trinchera (deprimida), en correspondencia con el predio de la Universidad Nacional de Luján.
Desde el 26 de agosto del año 2008 se encuentra habilitada la doble calzada en una extensión de 2 km entre la R.N. N° 7 y la Av. Rivadavia. El día 28 de marzo del año 2018 se inauguraron los 4 km restantes, quedando la autopista finalizada y unida con la Autopista Luján - Mercedes.

### Intercambiador con la Avenida General Paz
El 6 de diciembre de 1980 el Gobierno Militar inauguró la Autopista Perito Moreno,  con un complicado intercambiador con la Avenida General Paz, ya que se desarrollaba en tres niveles: la Avenida Juan B. Justo en sentido este-oeste, luego la Avenida General Paz (autovía de dos carriles por sentido de circulación), en sentido norte-sur y en la parte superior, la autopista urbana que descendía a la Avenida Gaona en la localidad de Ciudadela, también en sentido este-oeste.
Con el aumento a tres carriles de circulación por sentido en la Avenida General Paz y la necesidad de crear rampas de acceso en todos los sentidos posibles (hacia la derecha y hacia la izquierda), se construyó el primer intercambiador del país con cuatro niveles, ya que algunos ramales de enlace entre las autopistas quedaron en un nivel intermedio. Esta obra estuvo totalmente terminada en diciembre de 1999 y tuvo un costo de 45 millones de dólares. durante 2016 el cruce estuvo en obras para mejorar la conectividad con la Avenida General Paz.

## Cabinas de peaje

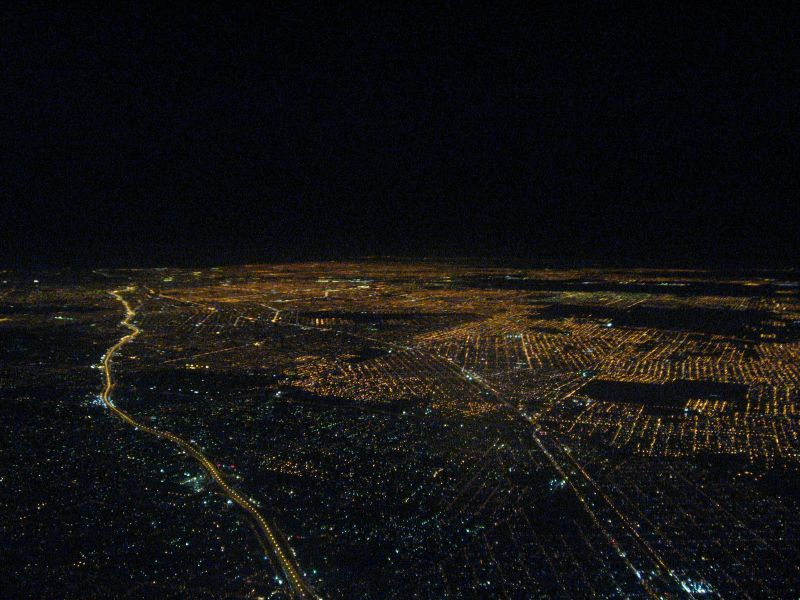
Vista aérea nocturna del Acceso Oeste en la izquierda de la imagen donde se observa desde Moreno (abajo) hasta la Avenida General Paz (donde termina la iluminación).

La autopista cuenta con dos estaciones troncales de cobro de peaje. La más cercana a la Ciudad de Buenos Aires se encuentra en Ituzaingó, en el km 26. La otra estación de peaje se encuentra en el km 57,4 dentro del Partido de Luján, a 1 km del límite con el Partido de General Rodríguez.

## Recorrido
La autopista pasa por los partidos bonaerenses de:
- Tres de Febrero: Ciudadela
- Morón: El Palomar, Villa Sarmiento, Haedo y Castelar
- Hurlingham: Hurlingham y Villa Tesei
- Ituzaingó: Ituzaingó y Villa Udaondo
- Moreno: Paso del Rey, Moreno, La Reja y Francisco Álvarez
- General Rodríguez: Las Malvinas, General Rodríguez y La Fraternidad
- Luján: Lezica y Torrezuri y Luján

## Cruces y lugares de referencia
A continuación, se muestran los accesos de esta autopista, junto a sus kilometrajes correspondientes.
|  | RMCONTg |

| RMq | RMIco | RMq |

| exSTRq | RMIdo | exSTRq |

| exSTRq | RMIdo | exSTRq |

| exSTRq | RMIdo | exSTRq |

| exSTRq | RMIdu | exSTRq |

| exlDAMPF | RMu + RGq |  |

| exSTRq | RMIdu | exSTRq |

| STRq | RMIdu | STRq |

|  | RM |

| exSTRq | RMIdu | exSTRq |

| exSTRq | RMIdu | exSTRq |

|  | RM + lZOLL |

| exSTRq | RMIdo | exSTRq |

| exSTRq | RMIdu | exSTRq |

| exSTRq | RMIdu | exSTRq |

| RMq | RMIcu | exSTRq |

| WASSERq | RMoW | WASSERq |

| exSTRq | RMIdu | exSTRq |

|  | RM |

| exSTRq | RMIdu | exSTRq |

| STRq | RMIdo | STRq |

| STRq | RMIdo | STRq |

| WASSERq | RMoW2 | WASSERq |

| exSTRq | RMIdu | exSTRq |

|  | RM |

|  | RMIdu | exSTRq |

| WASSERq | RMoW2 | WASSERq |

| exSTRq | RMIdu | exSTRq |

|  | RM |

| STRq | RMIcu | STRq |

|  | RM |

| exSTRq | RMIdu | exSTRq |

| STRq | RMIdo | STRq |

| exSTRq | RMIdo | exSTRq |

|  | MWPETl + MWPETr |

| exSTRq | RMIdo | exSTRq |

|  | RM + lZOLL |

| RMq | RMIcu | RMq |

|  | RMItu4aq | RMq |

|  | RMCONTf |